# Mita (Inka)
Mita (aus dem Quechua „Arbeitsschicht, Arbeitszeit“, auch „Jahreszeit“, im südlichen Quechua mit'a) war zur Inkazeit ein System der Tributleistung durch Arbeit, das später von den Spaniern im Vizekönigreich Peru in verschärfter Form fortgeführt wurde.
Die Dienstleistenden wurden als Mitayuq (Quechua, „die Schicht haben“, hispanisiert mitayo) bezeichnet.
Die Mita war in der Inkazeit und wohl schon davor ein öffentlicher Pflichtdienst. Die Inka brauchten die Mita für Großprojekte, wie den Bau von Straßen und den Militärdienst. Idole der eroberten Völker wurden mit nach Cusco genommen und so die Leistung der Mita durch die Unterworfenen sichergestellt. Die Mitayuq bekamen keinen Lohn, sondern wurden vom Staat lediglich verpflegt. Vom System der Mita zu unterscheiden sind die von den Inka vorgenommenen Umsiedlungen (mitma), die der Sicherung der Inka-Herrschaft und der Vorbeugung gegen Widerstand dienten (Quechua für Umsiedler: mitmaq).
Die Spanier führten das System zunächst für jene Indigenen ein, die zu keiner Encomienda gehörten. Tatsächlich wurde aus den Dörfern ein erheblicher Teil der Bevölkerung in die Mita gepresst. Obwohl das System formal streng reguliert war, wurden die Arbeitskräfte unter großen Verlusten ausgebeutet, insbesondere in den Bergwerken, wie z. B. am Silberberg in Potosí.
Langfristig erwies sich die Mita als Entwicklungshemmnis, da sie keinen Anreiz bot, durch Eigeninitiative die eigene Produktivität zu steigern: Das Ergebnis hätte ja doch nur dem Bergwerkseigentümer genützt. Die amerikanischen Politikwissenschaftler Daron Acemoğlu und James A. Robinson erklären so die heute wahrnehmbaren Entwicklungsunterschiede in den peruanischen Provinzen Calca und Acomayo: Hier gab es die Mita, dort aber nicht.